# Эйвон (город, Миннесота)
Эйвон (англ. Avon) — город в округе Стернс, штат Миннесота, США. На площади 2,7 км² (2,7 км² — суша, водоёмов нет), согласно переписи 2002 года, проживают 1242 человека. Плотность населения составляет 464 чел./км².
- Телефонный код города — 320
- Почтовый индекс — 56310
- FIPS-код города — 27-03070[1]
- GNIS-идентификатор — 0639541[2]